# S:t Jörgens kyrkogård

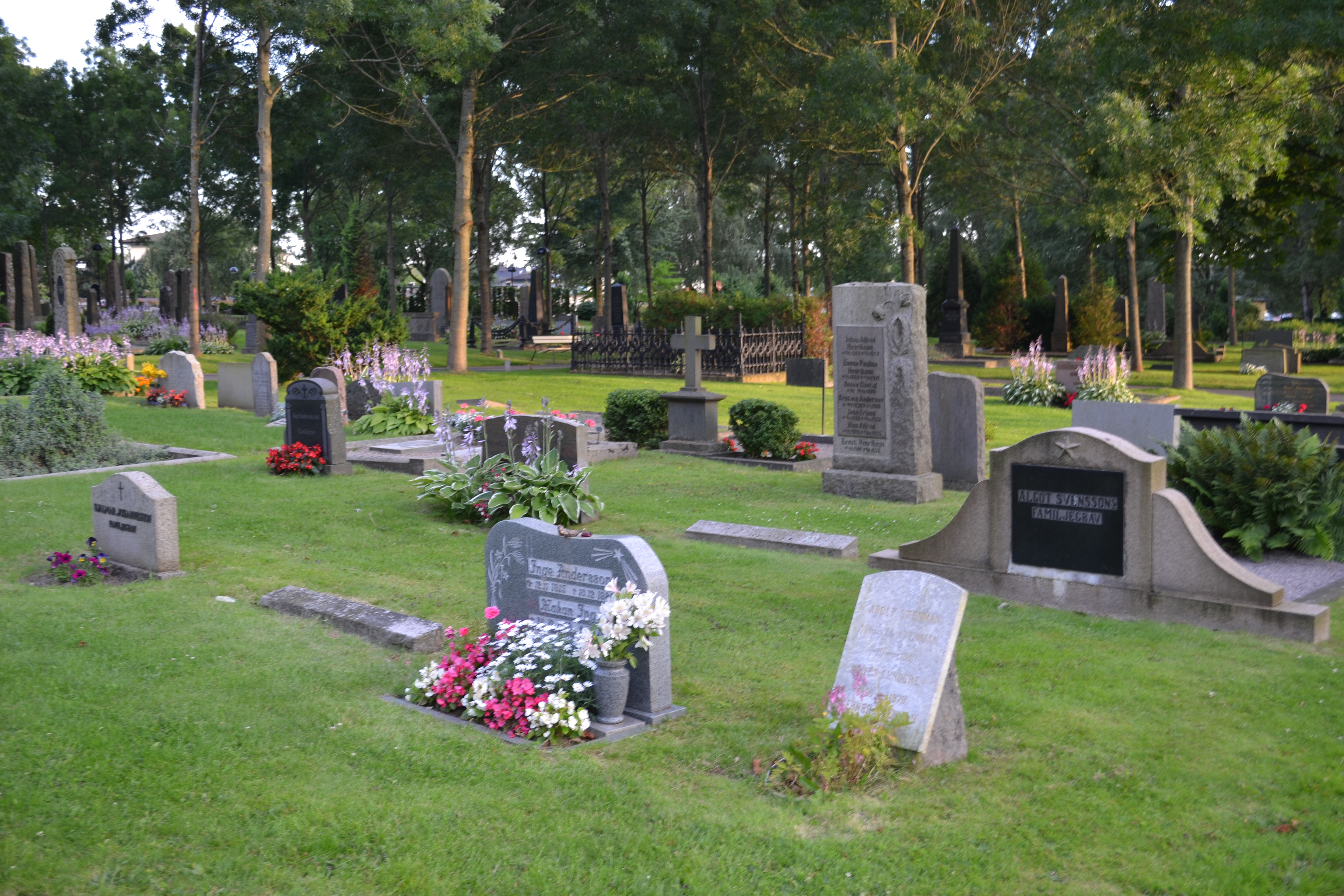
S:t Jörgens kyrkogård.

S:t Jörgens kyrkogård (tidigare kallad Nya kyrkogården) är en begravningsplats i Varberg, belägen vid Håstensberget. Namnet på kyrkogården med gravkapellet S:t Jörgens kapell är hämtat från det medeltida S:t Jörgens kapell vid Ny Varberg, och Varbergs församling har härigenom velat ge kyrkogårdens namn en historisk anknytning. Sankt Jørgen är det danska namnet på helgonet sankt Göran. S:t Jörgens kyrkogård tillkom vid 1800-talets slut, men har utvidgats flera gånger under 1900-talet.

## Historia
Kyrkostämman i Varberg beslutade den 27 mars 1877 att en ny griftegård skulle anläggas för att tas i bruk från och med 1885. Anledningen var att Östra kyrkogården inte längre kunde utnyttjas, eftersom lik från och med 1885 inte fick begravas inom stadsområde, enligt 1874 års hälsovårdsstadga. En kommitté tillsattes för att komma med förslag på lämplig plats för begravningsplatsen. Kommittén föreslog odaljorden 311 öster om staden, vilken kyrkostämman beslutade inköpa av ägaren, handelsmannen C.F. Bagge. Köpeskillingen var 4 000 kronor. Denna summa, tillsammans med utgifter för iordningställande av marken till begravningsplats, gjorde att den totala kostnaden för den nya kyrkogården blev 15 000 kronor.
1909 befanns kyrkogården vara för liten, och kyrkorådet föreslog att ett jordområde invid Gödestadsvägen skulle inköpas för att utvidgda kyrkogården, vilket kyrkostämman godkände. Kostnaden för marken var cirka 11 000 kronor. Tomtjorden avskildes från fastigheten och såldes på auktion för 7 700 kronor. Den nya delen av kyrkogården invigdes 1919, efter att arbetet fördröjts av första världskriget. Men även efter att kyrkogården utvidgats uppstod behovet att göra den större. År 1930 ansåg kyrkorådet att man inte längre kunde skjuta upp frågan, och tillsammans med stadsingenjören togs två alternativ fram: antingen kunde ett område i Brunnsbergsskogen norr om kyrkogården köpas, eller också kunde ett antal stadsägor i direkt anslutning till kyrkogården användas. Församlingen valde den senare vägen och planerna godkändes av länsstyrelsen 1933. Kostnaderna för inköp av mark och iordningställande till kyrkogård uppgick till 125 000 kronor. Arbetet påbörjades 1937 och invigningen förrättades den 6 juli 1939 av biskop Carl Block. Emellertid tvingades församlingen 1969 avstå största delen av området till Varbergs stad för byggande av bostäder, i utbyte mot mark på Håsten. Detta område iordningställdes under 1970-talet.

I minneslunden finns "Sorg", en skulptur i brons av konstnären Tore Heby.

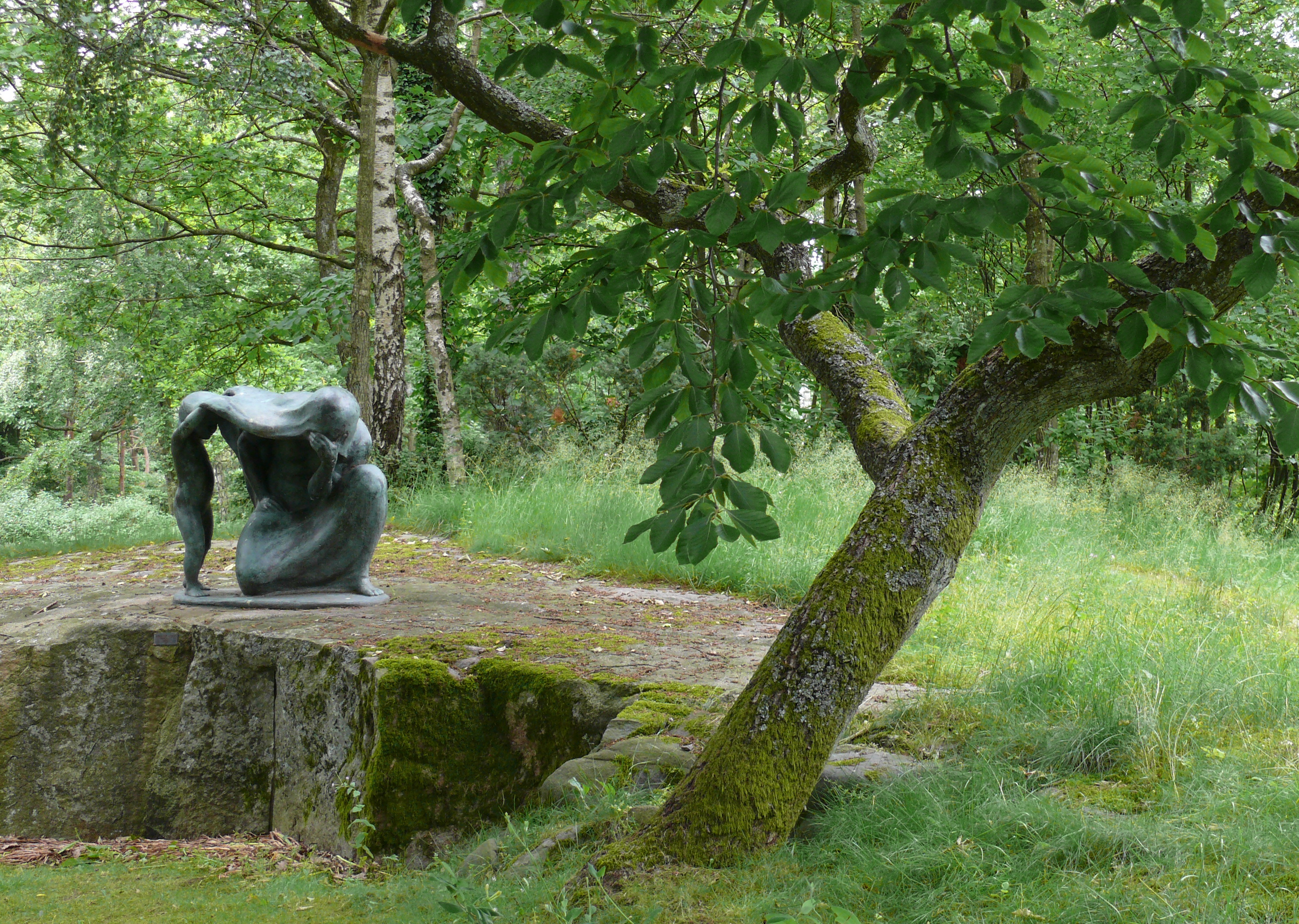
Minneslunden, S:t Jörgens kyrkogård. Sörjande kvinna, med barn som lyfter på sorgeslöjan

## S:t Jörgens kapell
Ett provisoriskt gravkapell uppfördes på kyrkogården 1931. I början av 1940-talet började ett nytt permanent gravkapell och krematorium utredas, men det dröjde till 1964 innan kyrkofullmäktige beslutade att kapellet skulle byggas. Byggarbetena påbörjades sedan 1967, och kapellet invigdes 1969 av biskop Bo Giertz.